# Hpo Win Daung

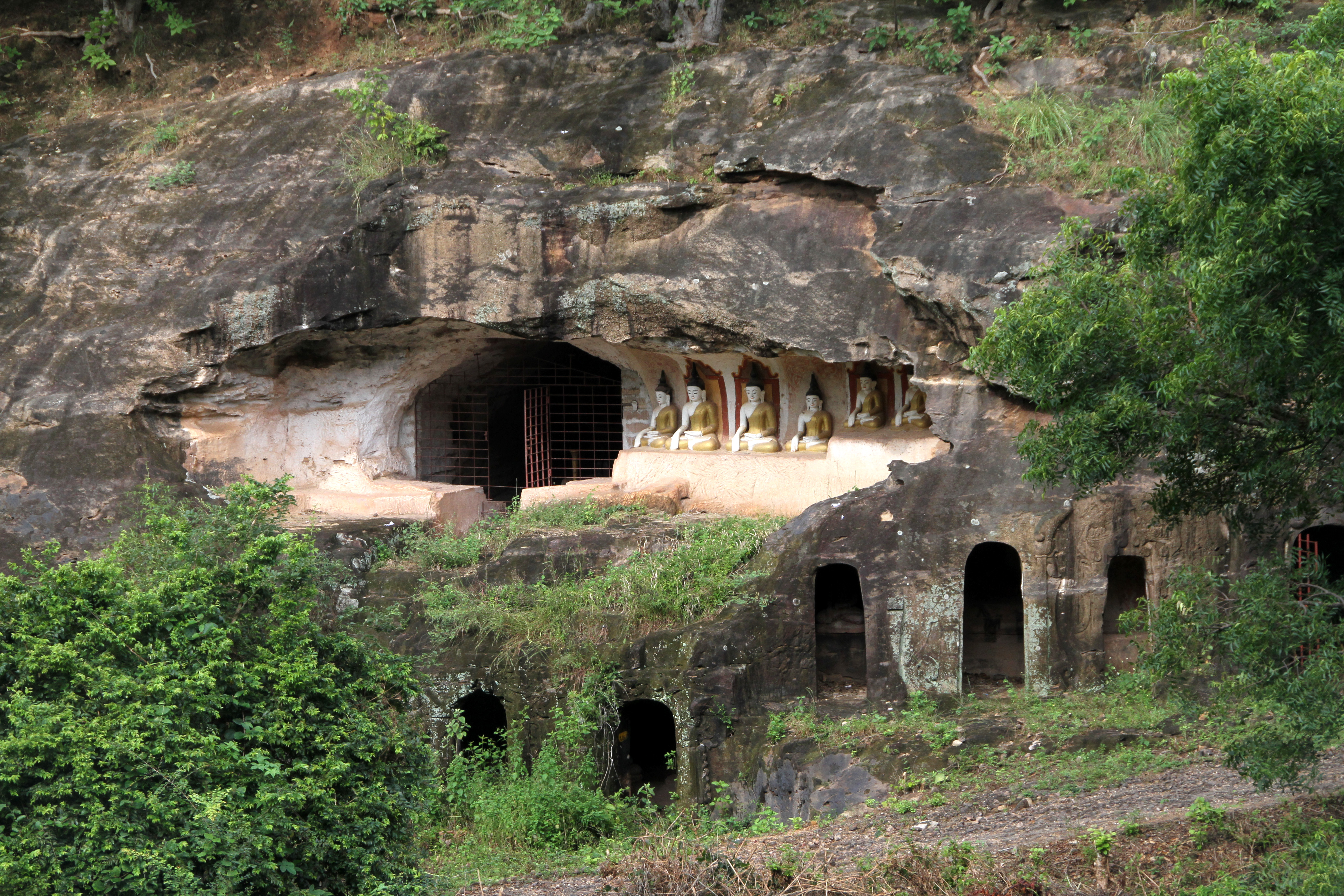
Hpo Win Daung

Hpo Win Daung ist eine Ansammlung von Höhlen mit buddhistischen Heiligtümern bei Monywa in Myanmar.

## Beschreibung
Etwa 25 km westlich von Monywa, jenseits des Chindwin-Flusses, gibt es bei dem Dorf Minzu Hunderte von Höhlen mit Tausenden von Buddha-Statuen und vielen gut erhaltenen Wandmalereien aus dem 17. und 18. Jahrhundert. Der Name der Höhlen leitet sich her von dem legendären Alchemisten U Hpo Win, der hier seine Heilmittel zubereitet haben soll.

## Galerie

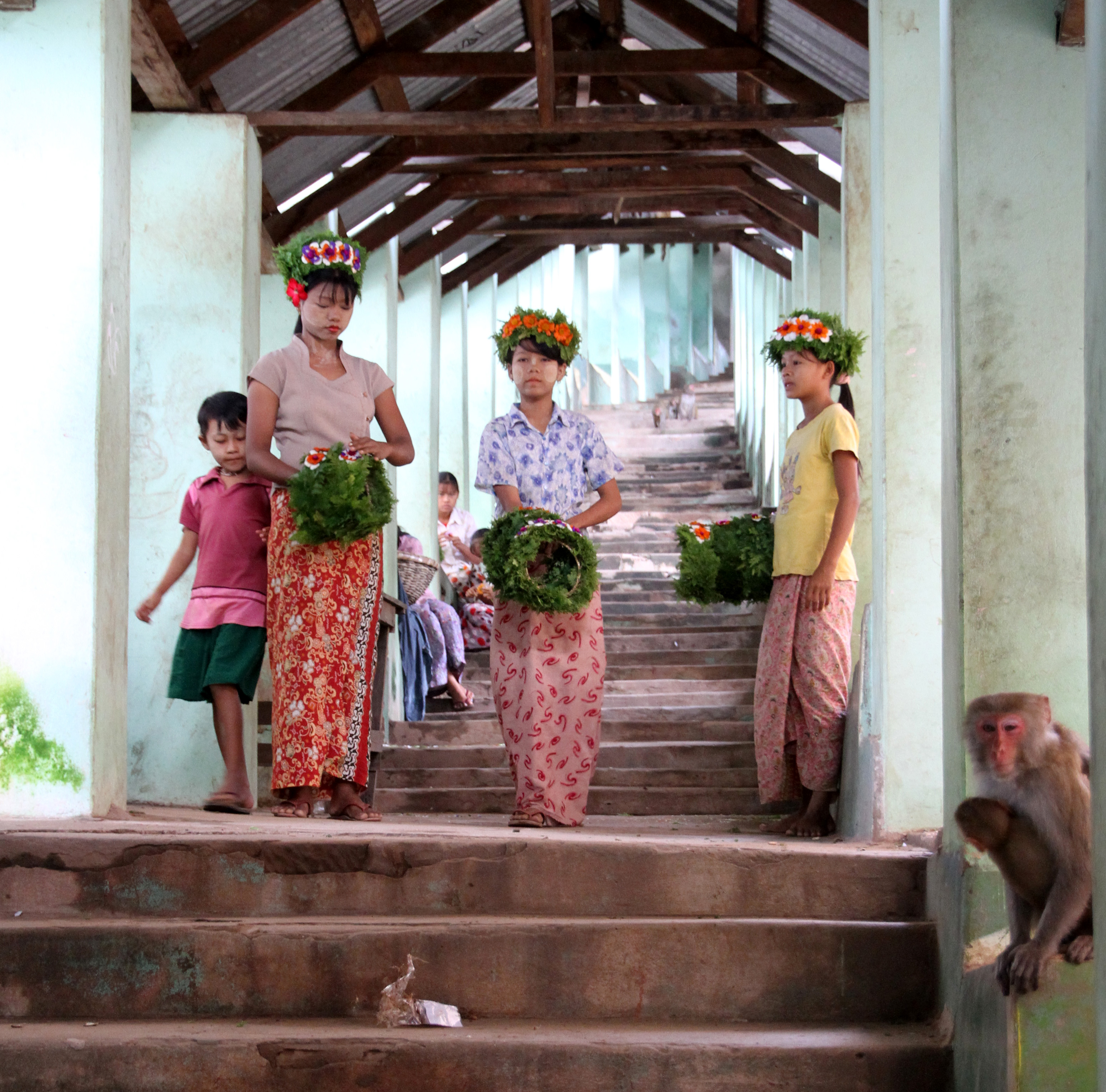
Zugang von Minzu
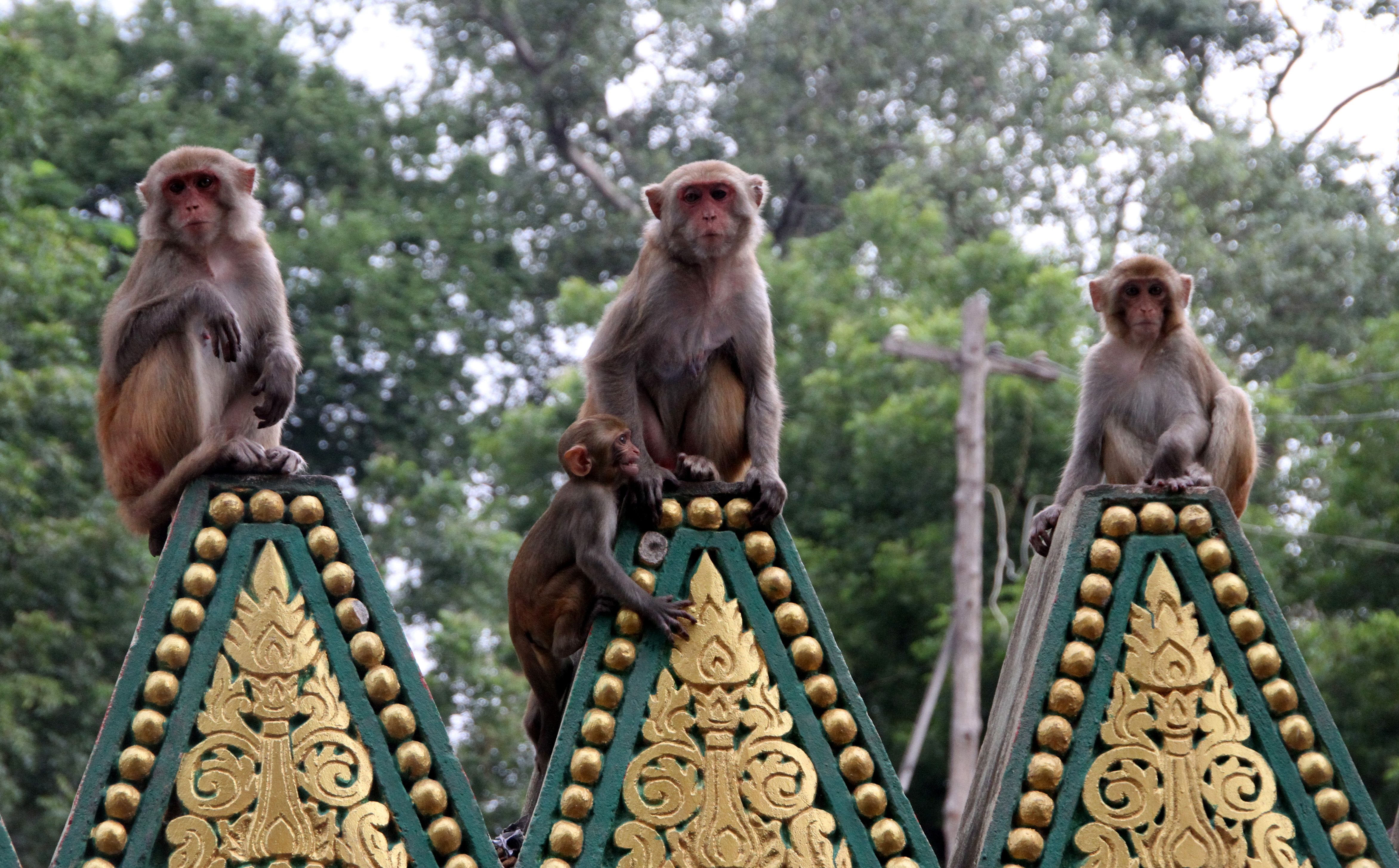
Ständige Begleiter
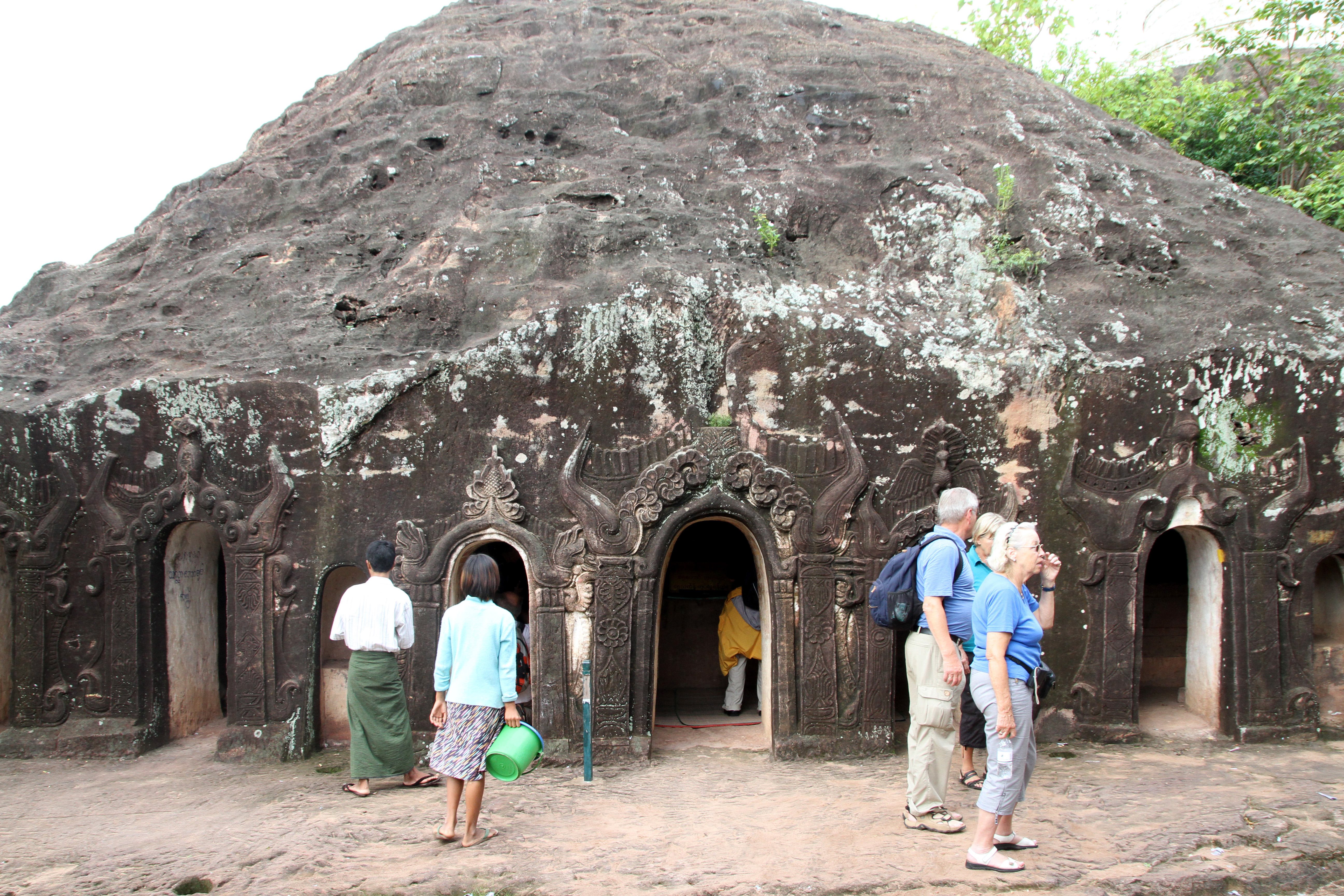
Höhleneingänge
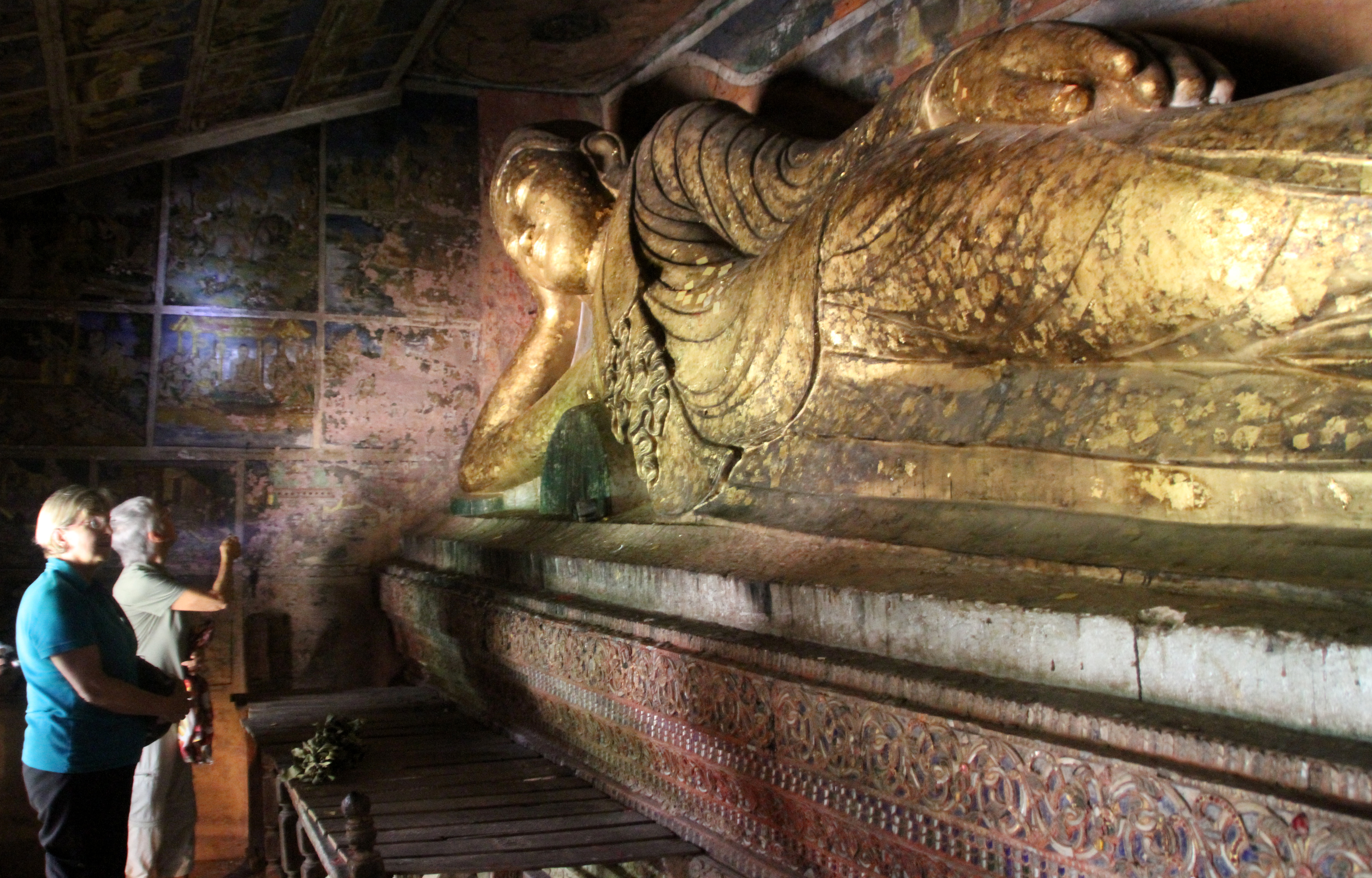
Liegender Buddha
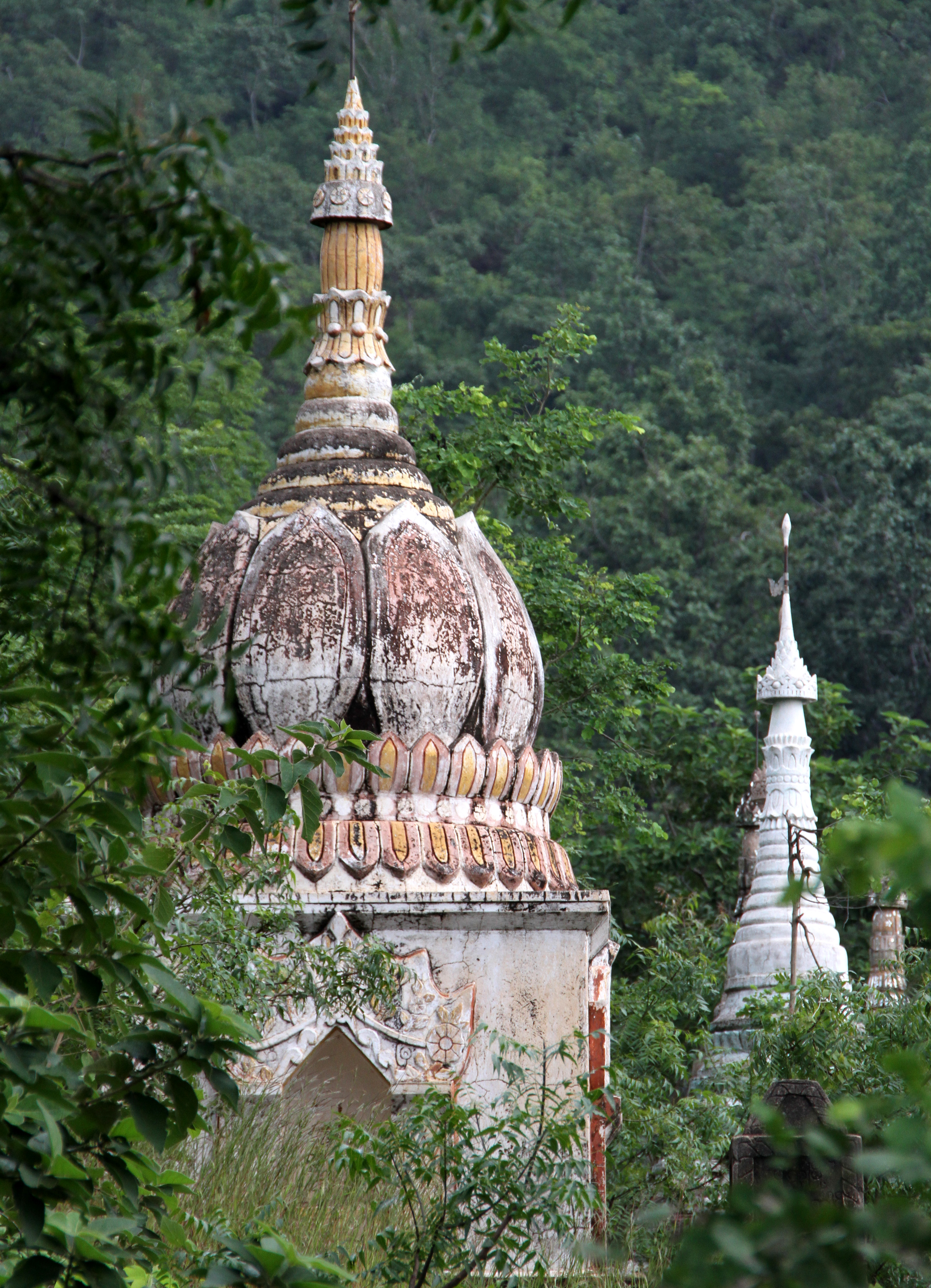
Stupas
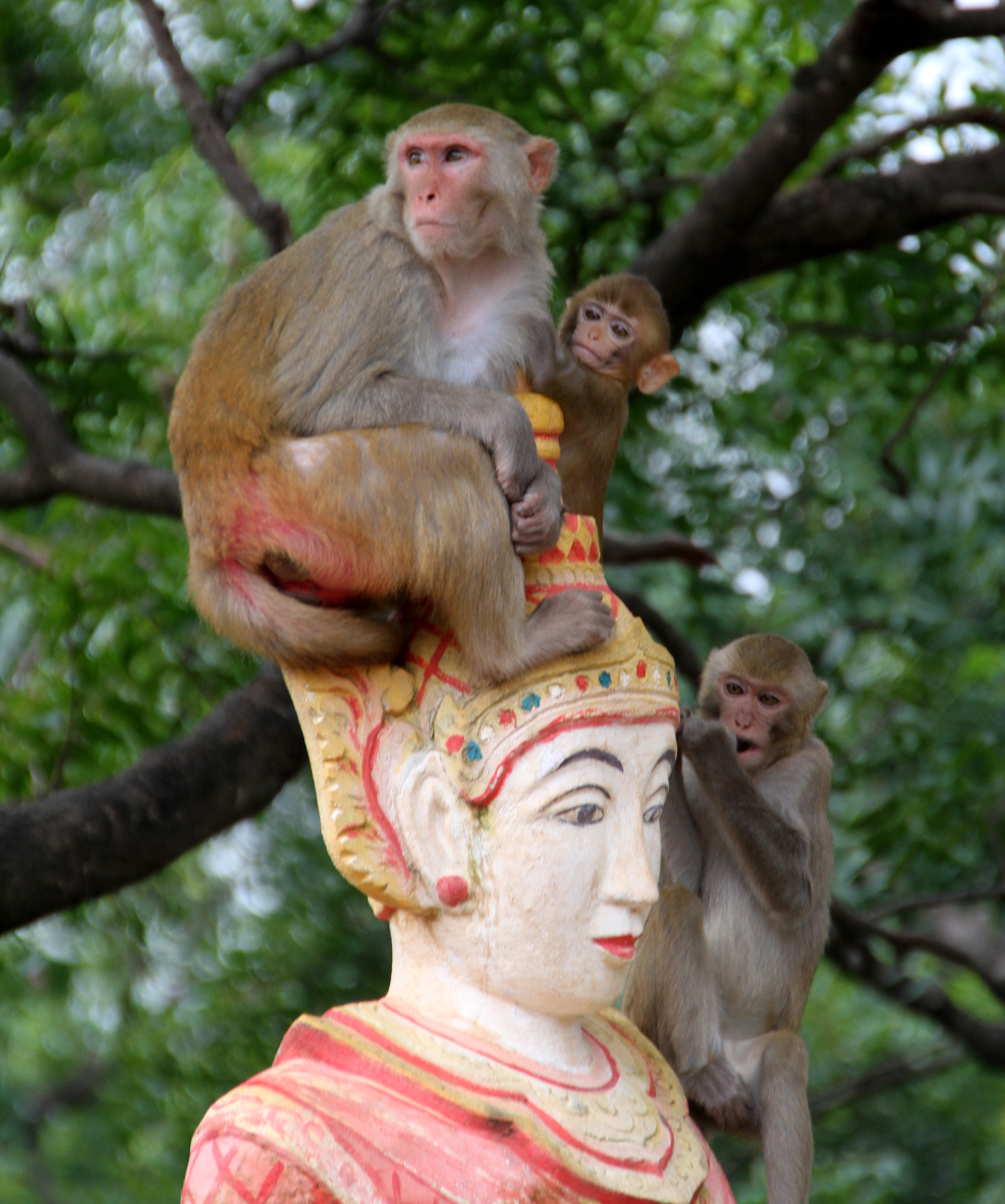
Hochsitz
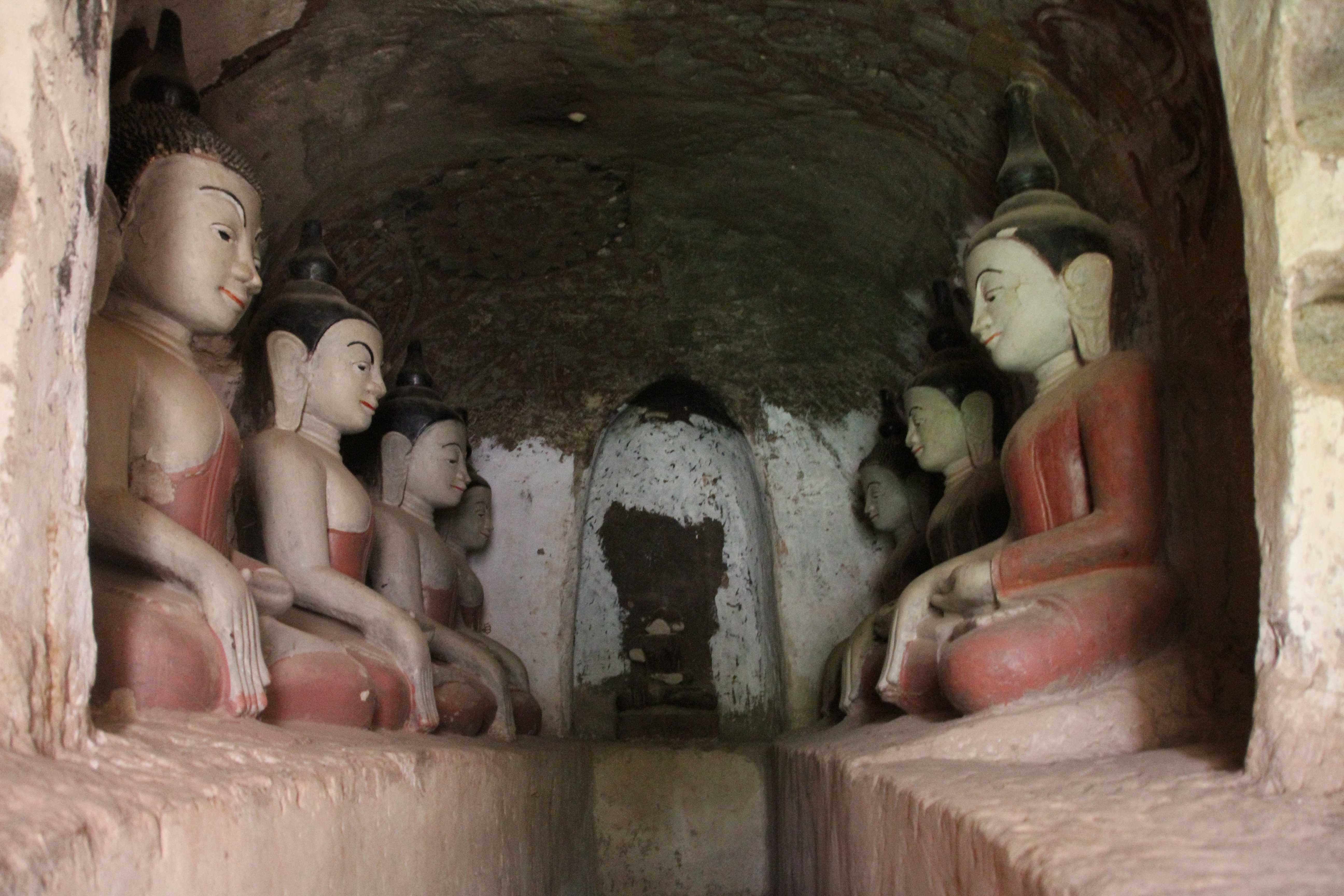
Konferenz
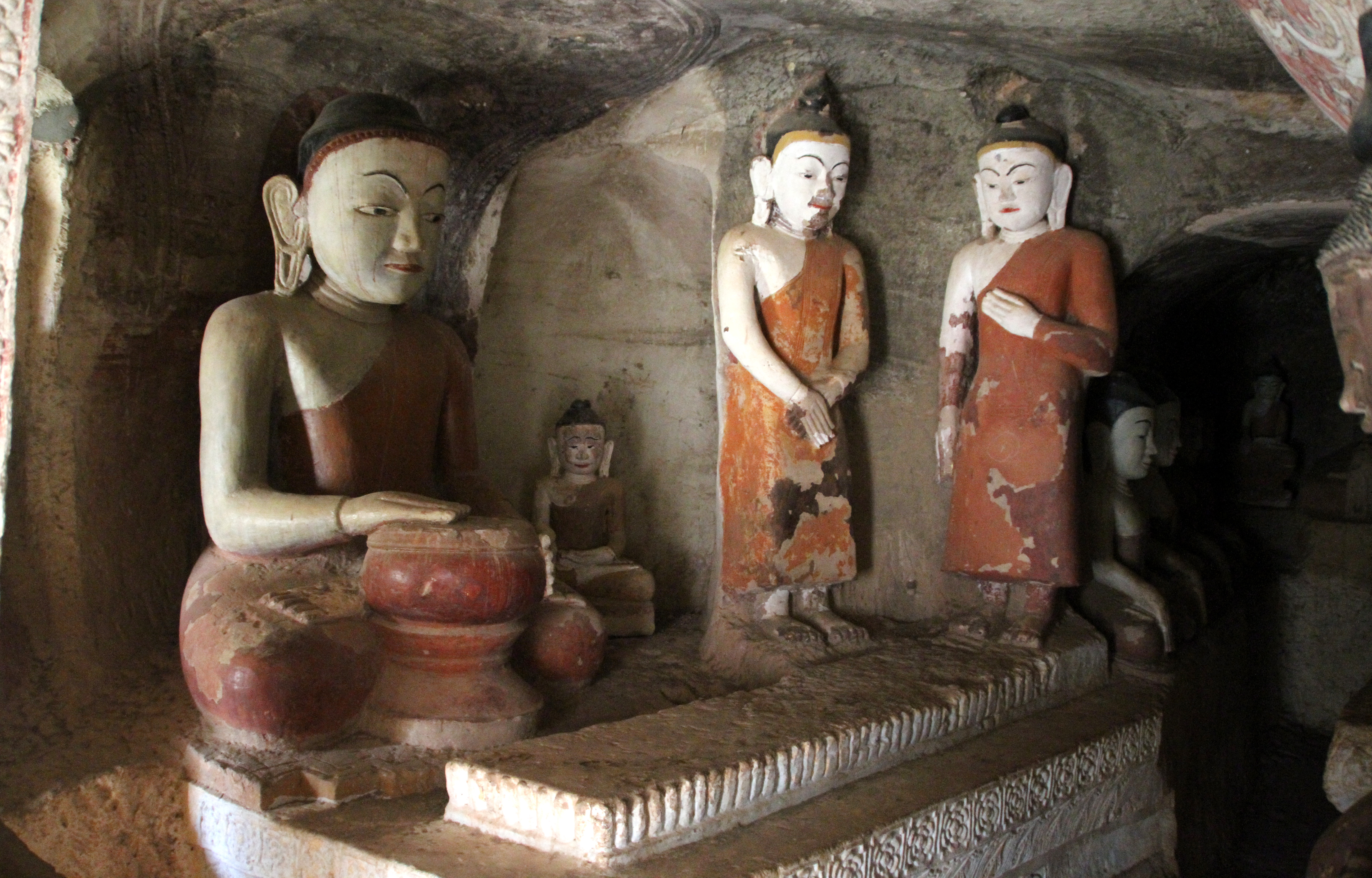
Trommler
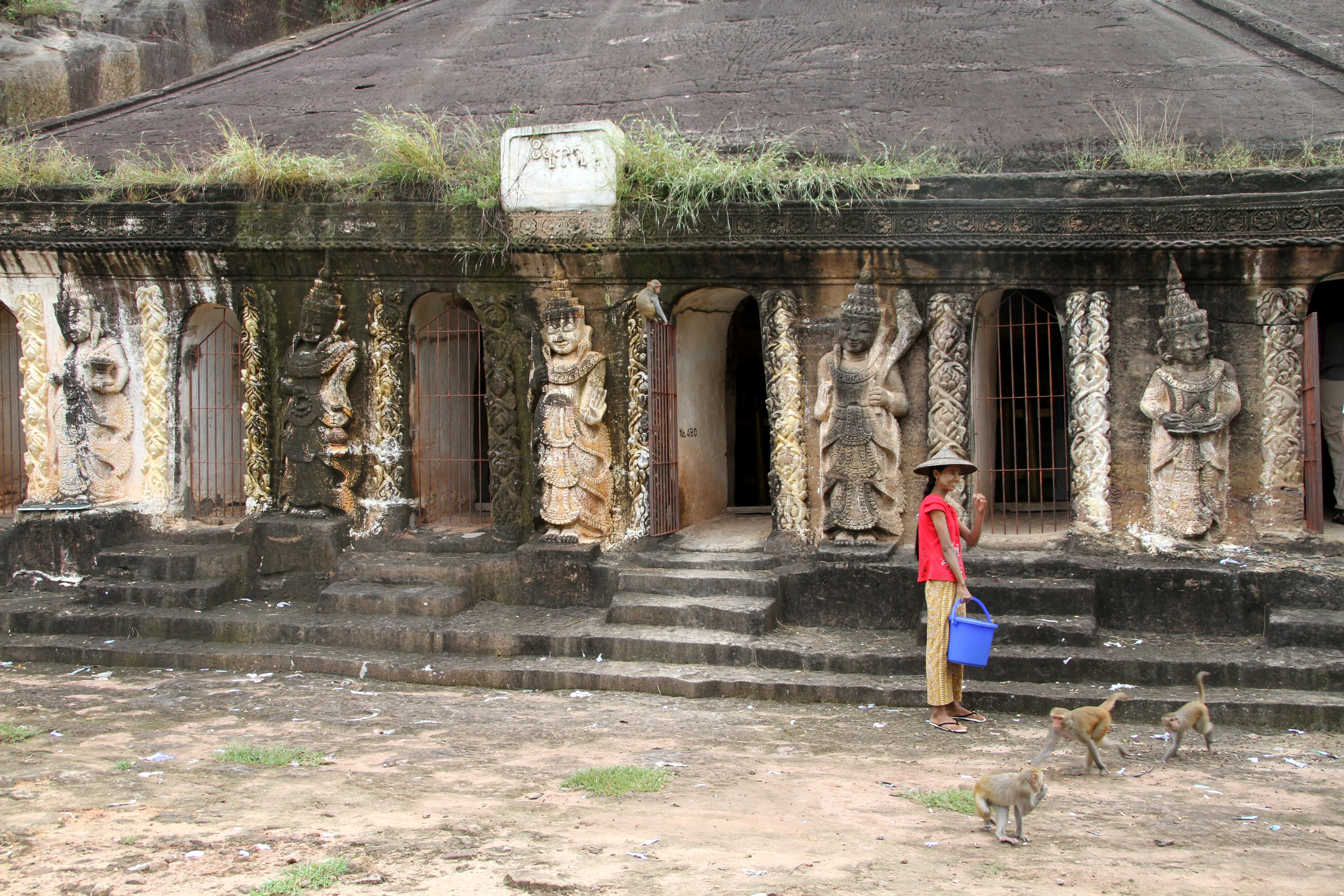
Höhleneingänge
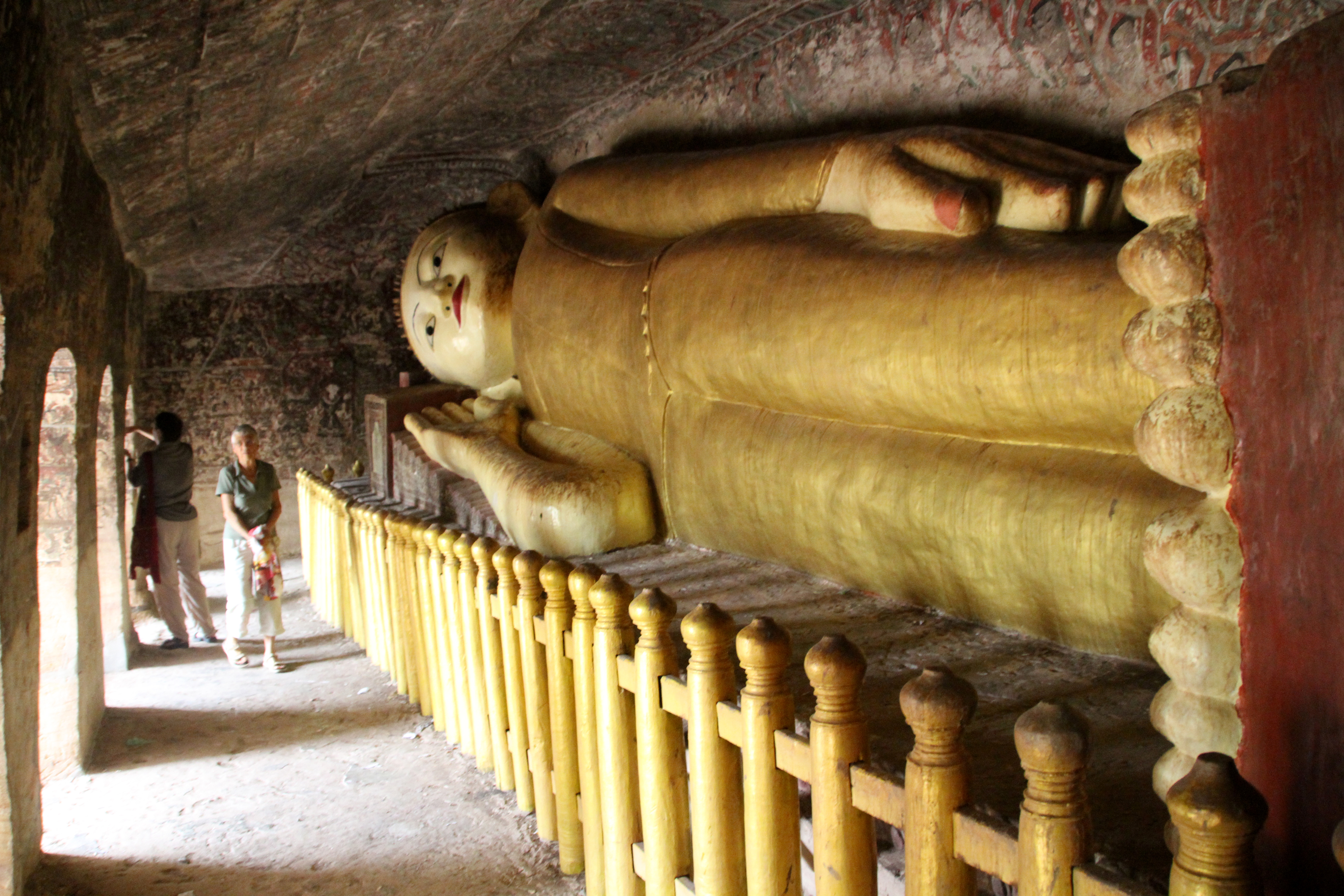
Liegender Buddha
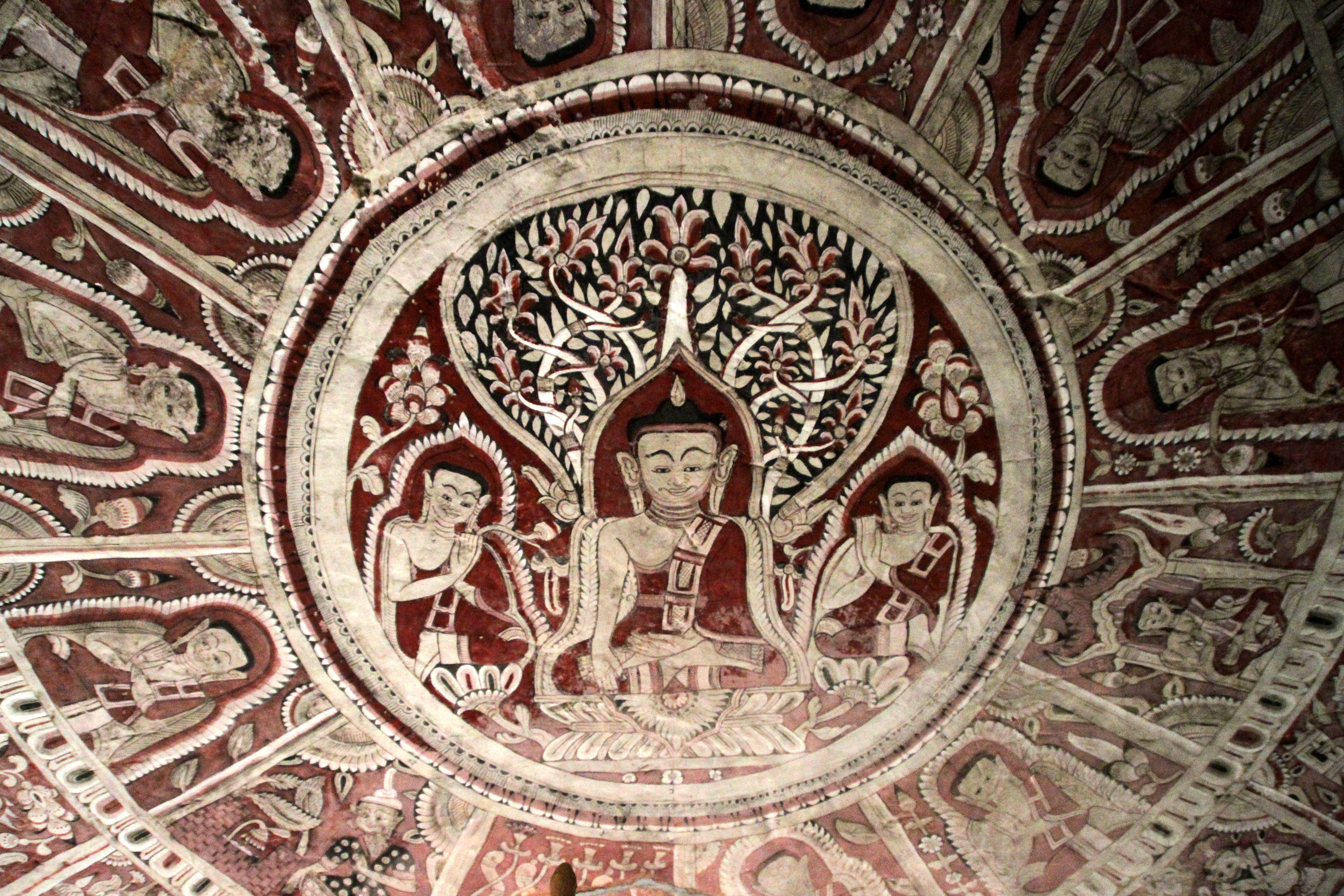
Deckengemälde
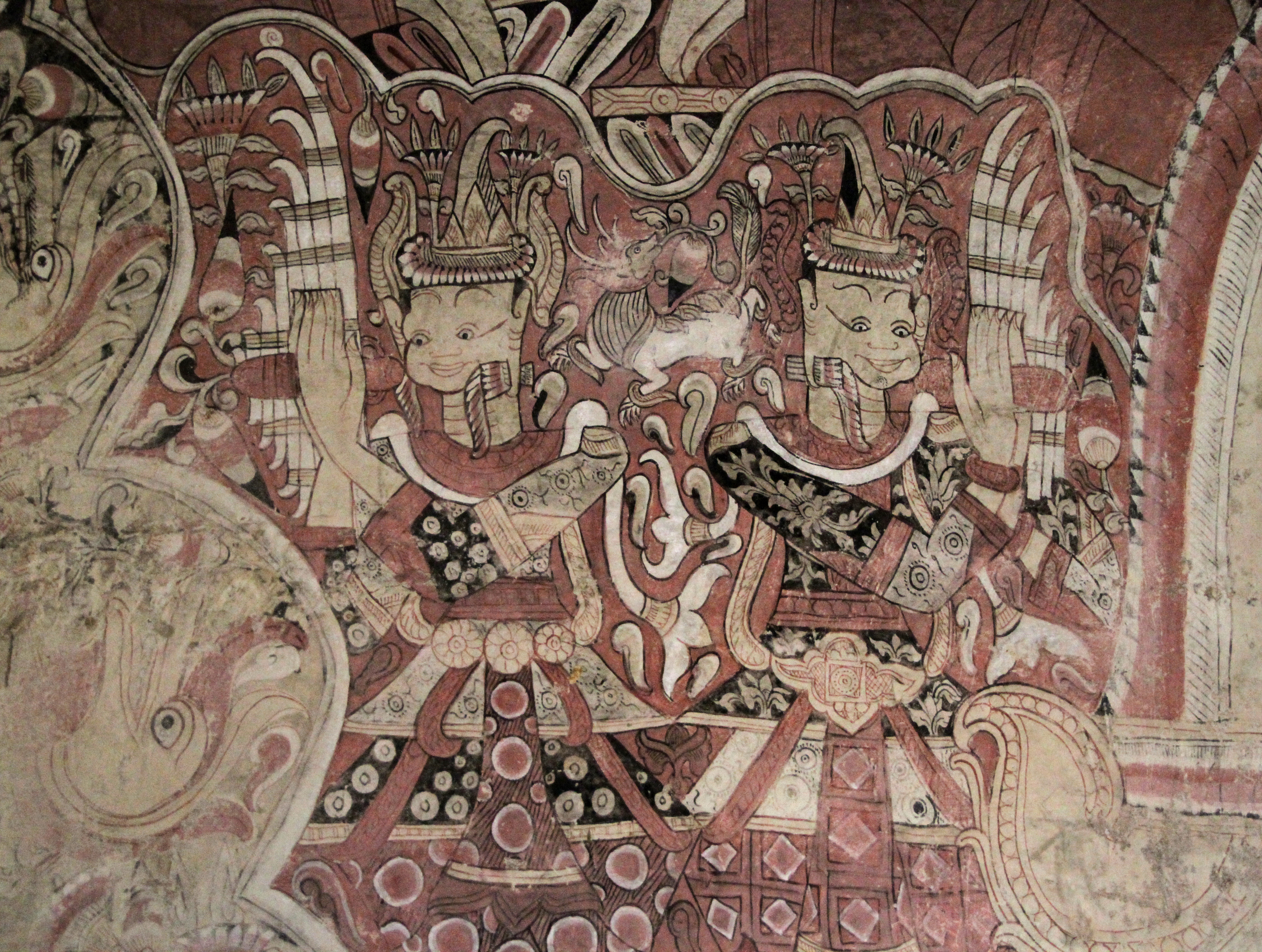
Wandgemälde